# Дудинка
Дудинка (рус. Дудинка) град је у Краснојарском крају у Русији. Налази се на полуострву Тајмир и најсевернија је поморска лука у Русији. Управно је средиште Тајмирског општинског рејона (бившег Тајмирског аутономног округа). Налази се на десној обали реке Јенисеја. Од Краснојарска је удаљена 2021 km. Налази се на 69° 29' северне географске ширине. и 86° 17' источне географске дужине.
Лука је у доњем току реке Јенисеј и приступачна је морским бродовима. Лука Дудинка је највећа у Сибиру.
У Дудинки се обрађује и шаље терет за нориљске фабрике и достављају нежељезне ковине, угаљ и руде.
Године 1969, постављен је топловод Месојаха-Дудинка-Нориљск.
До 1991. је била затворени град (ЗАТО - путовање ограничено за странце), а од 2001. године опет је путовање ограничено за странце, а од домаћих посетилаца се траже путне дозволе, но Дудинка није постала поново ЗАТО.
Дудинка је основана 1667. као зимско насеље. Статус града има од 1951. године.
Електрифицирана железничка пруга је повезује са Нориљском, удаљеним 96 км, и ваздушном луком Аљикељ, удаљеном 40 км.

## Становништво
| 1939.  | 1959.  | 1970.  | 1979.  | 1989.  | 2002.  | 2010.  |
| ------ | ------ | ------ | ------ | ------ | ------ | ------ |
| 13.888 | 16.332 | 19.701 | 24.758 | 32.325 | 25.132 | 22.175 |